# كرزيستوف بينديريكي
كرزيستوف بينديريكي (بالبولندية: Krzysztof Penderecki)‏ (مواليد 23 نوفمبر 1933) هو ملحن وموزع (موسيقى) وتربوي وعالم موسيقى ومعلم موسيقى من بولندا .

## جوائز
حصل على جوائز منها قائد الفنون والآداب، وترتيب النسر الأبيض، وجوائز الغرامي، وجائزة إيمي، وجائزة بريميم إمبريال.

## روابط خارجية
- كرزيستوف بينديريكي على موقع IMDb (الإنجليزية)
- كرزيستوف بينديريكي على موقع الموسوعة البريطانية (الإنجليزية)
- كرزيستوف بينديريكي على موقع مونزينجر (الألمانية)
- كرزيستوف بينديريكي على موقع ألو سيني (الفرنسية)
- كرزيستوف بينديريكي على موقع ميوزك برينز (الإنجليزية)
- كرزيستوف بينديريكي على موقع أول موفي (الإنجليزية)
- كرزيستوف بينديريكي على موقع قاعدة بيانات الأفلام السويدية (السويدية)
- كرزيستوف بينديريكي على موقع إن إن دي بي (الإنجليزية)
- كرزيستوف بينديريكي على موقع أول ميوزيك (الإنجليزية)
- كرزيستوف بينديريكي على موقع ديسكوغز (الإنجليزية)